# Hantelnebulosan
Hantelnebulosan eller Messier 27 (M27) även känd som NGC 6853, är en planetarisk nebulosa (nebulositet som omger en stor stjärna) i stjärnbilden Räven . 
Messier 27 upptäcktes av Charles Messier den 12 juli 1764 som den första planetariska nebulosan som upptäckts.

## Egenskaper
Messier 27 är en av de närmaste planetariska nebulosorna till jorden. Avståndet är ungefär 1 400 ljusår. Med dess ljusstyrka av magnitud 7,5 och diametern på ca 8 bågminuter är den lätt synlig i en handkikare och är ett populärt observationsmål för amatörteleskop. Nebulosan är grönaktig och ser lite ut som ett timglas. Den är lätt att se med en vanlig fältkikare.
Hantelnebulosan verkar formad som en rotationsellipsoid och ses ur vårt perspektiv vid ekvatorplanet. År 1992 beräknade Moreno-Corral et al. att dess expansionshastighet vinkelrätt sett från vårt avstånd inte är mer än 2,3 bågsekunder per århundrade. Från detta kan en övre gräns för dess ålder fastställas till 14 600 år. År 1970 fann Bohuski, Smith och Weedman en expansionshastighet på 31 km/s, vilket med tanke på dess halva lillaxelradie på 1,01 ljusår, betyder att nebulosans kinematiska ålder är 9 800 år.

## Struktur
Liksom många närliggande planetariska nebulosor innehåller Hantelnebulosan knutar. Dess centrala region kännetecknas av ett mönster av mörka och ljusa uddiga knutar och deras tillhörande mörka svansar. Knutarna varierar i utseende från symmetriska objekt med svans till ganska oregelbundna svansfria objekt. På samma sätt som Helixnebulosan och Eskimånebulosan har knuthuvudena ljusa uddar som är lokala fotojoniseringsfronter.

## Centralstjärna
Centralstjärnan, en föregångare till en vit dvärg, beräknas ha en radie som är 0,055 ± 0,02 solradie, vilket ger den en storlek större än de flesta andra kända vita dvärgar. Dess massa beräknades 1999 av Napiwotzki till att vara 0.56 ± 0.01 solmassa.

## Synlighet
Hantelnebulosan kan lätt ses i kikare på en mörk himmel, strax ovanför den lilla stjärnbilden Pilen.
| Beläget i den svaga stjärnbilden Räven, inom sommartriangeln .                            |
| Den kan ligga på himlen några grader norr om Gamma Sagittae, nära stjärnan 14 Vulpeculae. |

## Galleri

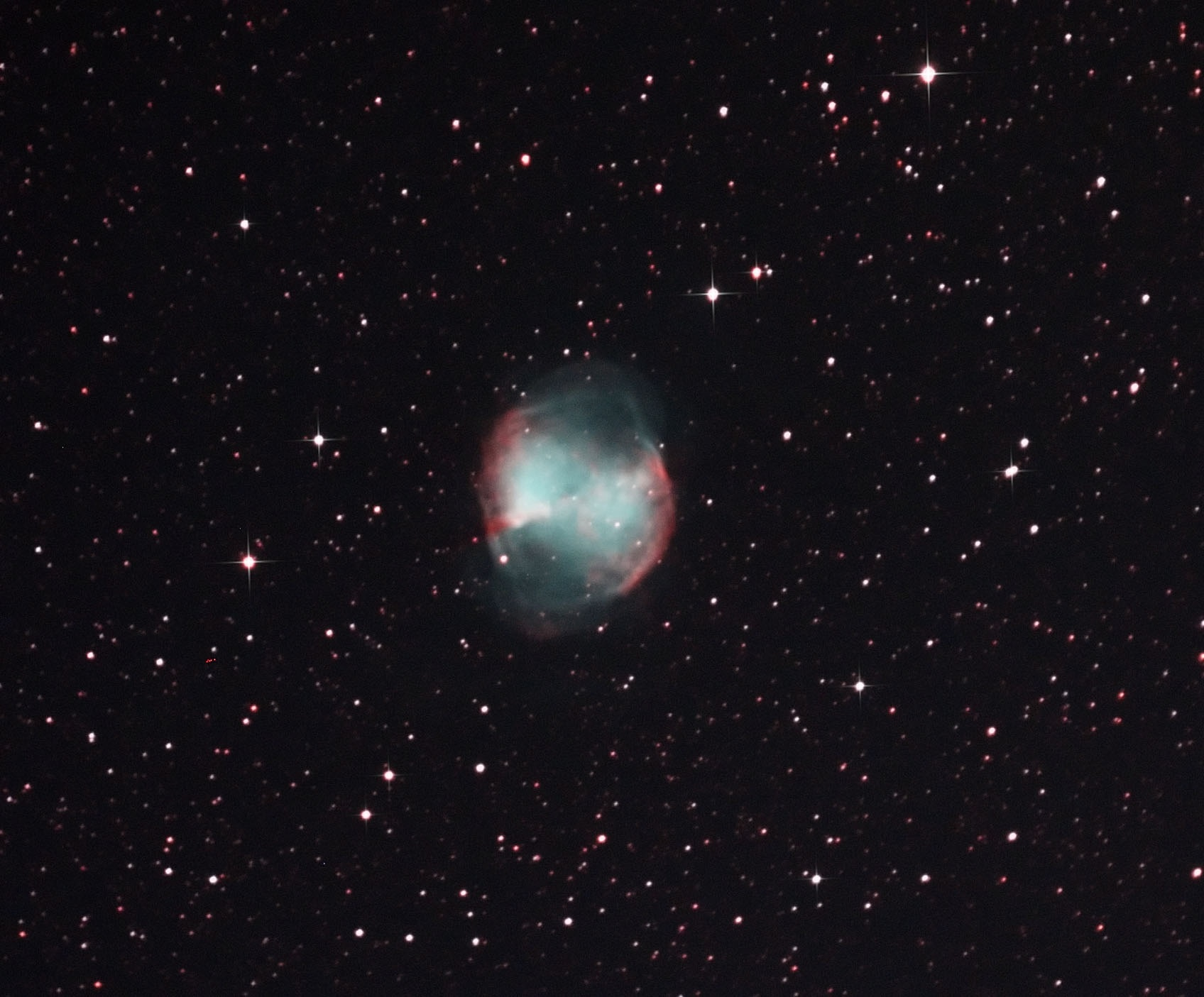
Hantelnebulosa, norr är diagonalt upp till vänster
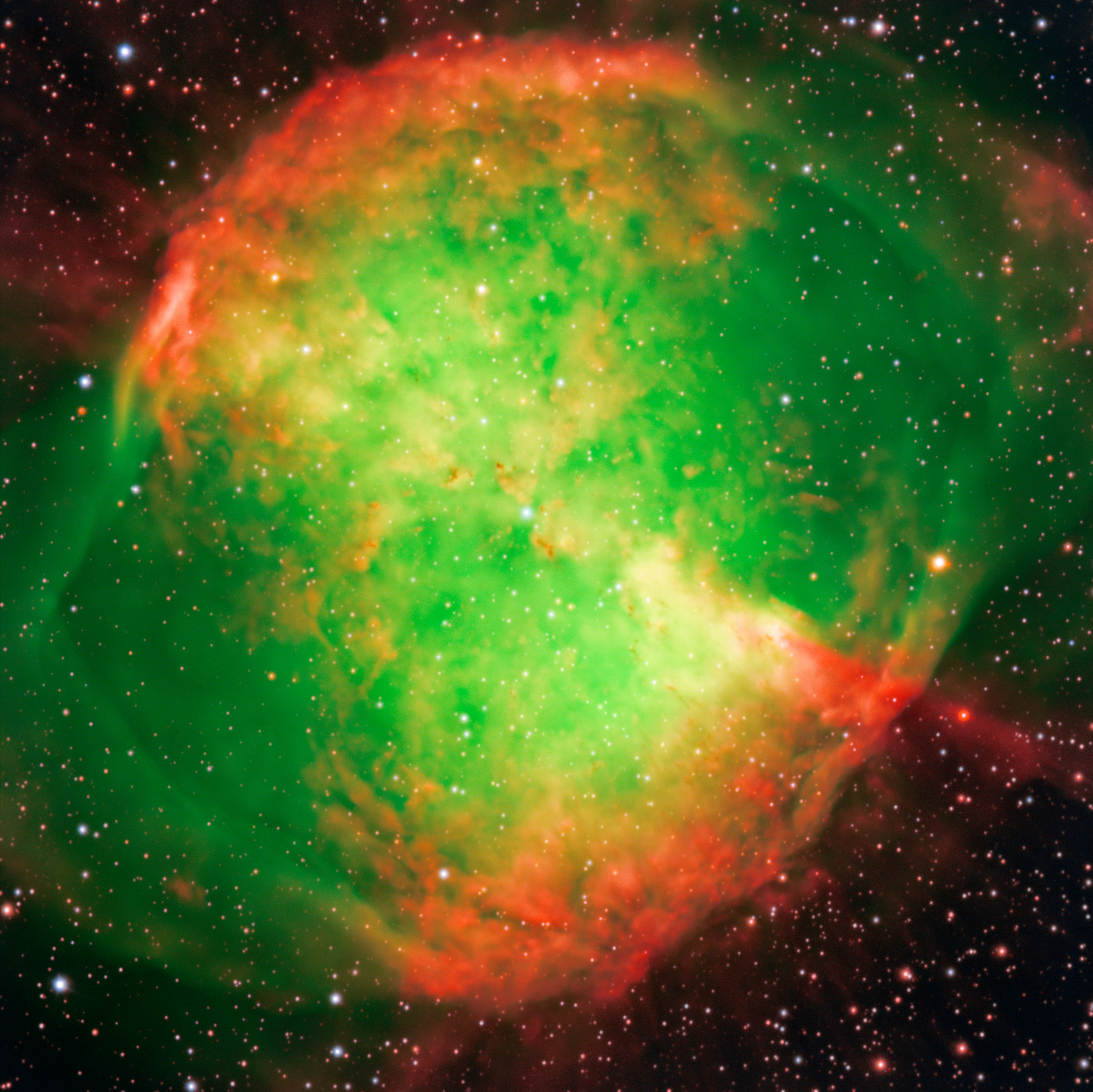
Hantelnebulosa (Messier 27) avbildad av the Very Large Telescope
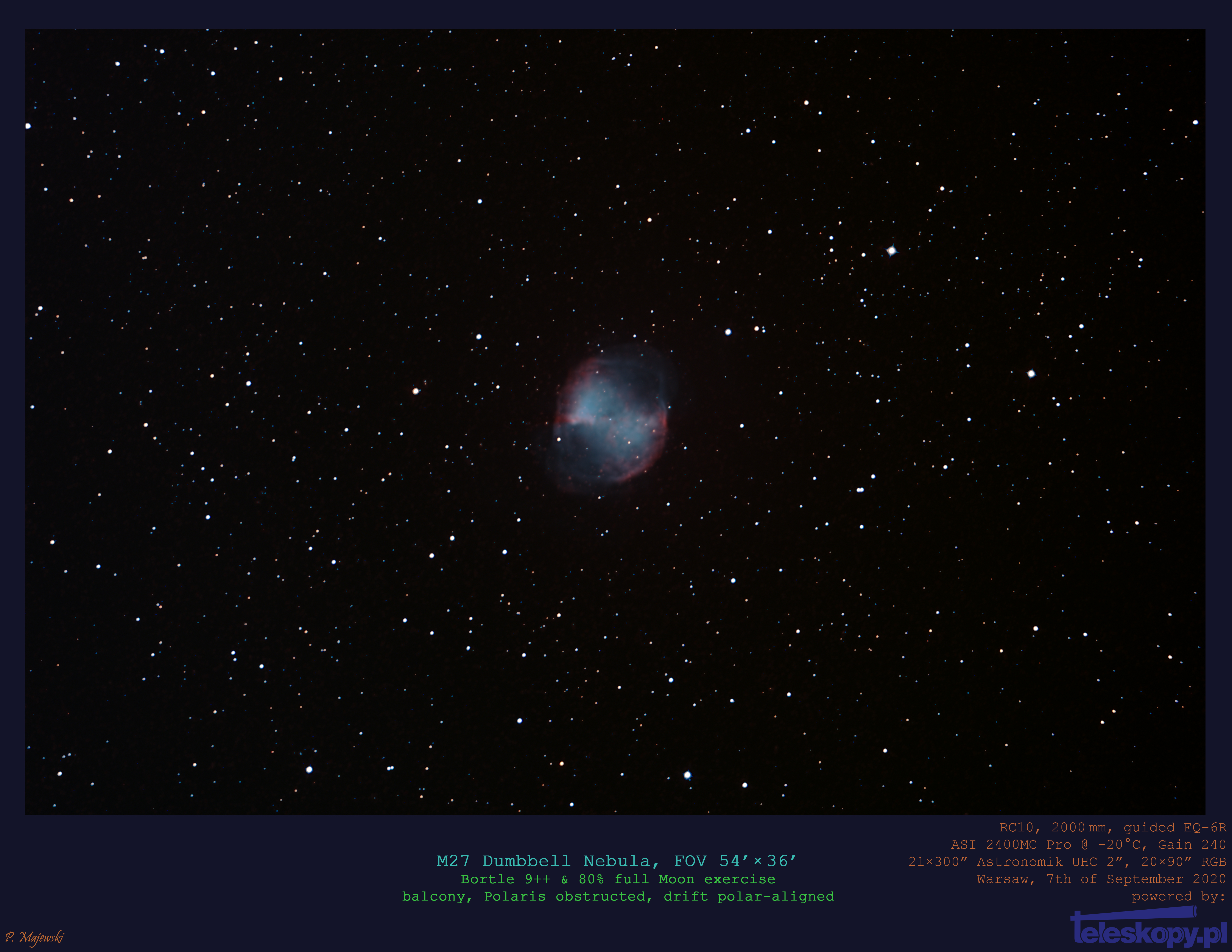
Mixning av UHC- och RGB-exponeringar av M27 tagna med amatörutrustning i centrum av en storstad
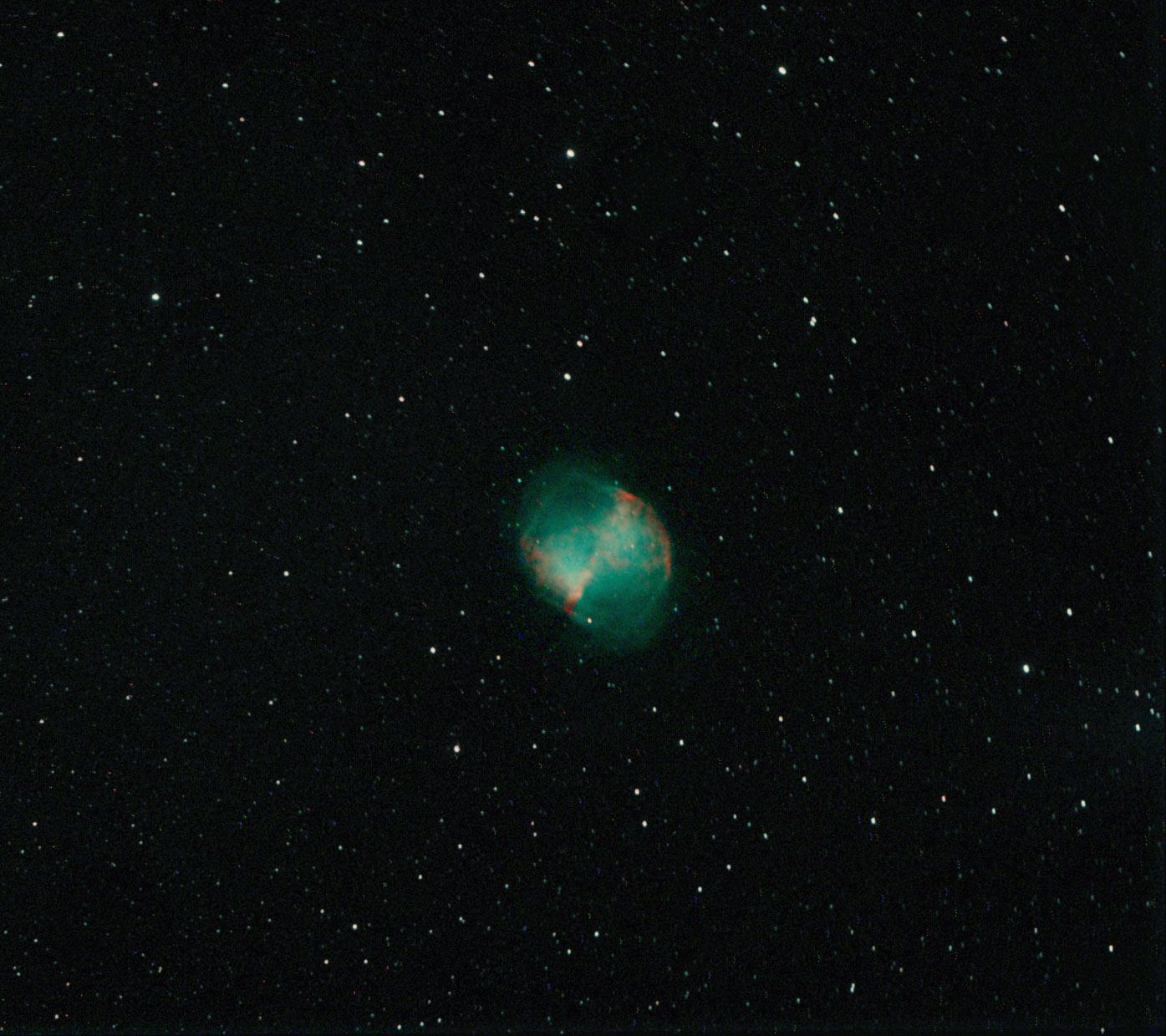
M27 med 5.5-tums teleskop taget I förortsmiljö